# Gąbin (stad)
Gąbin is een stad in het Poolse woiwodschap Mazovië, gelegen in de powiat Płocki, circa 95 km ten noordwesten van de Poolse hoofdstad Warschau. De oppervlakte bedraagt 28,16 km², het inwonertal 4117 (2005).
In 1974 werd de Zendmast van Radio Warschau in het stadsdeel Konstantynów gebouwd, ook bekend als Zender Konstantynów. Het was het hoogste bouwwerk ooit gebouwd, de 646 meter lange radiomast had een bereik tot in Amerika. Tijdens onderhoudswerkzaamheden in 1991 is de mast ingestort.